# UTR-2

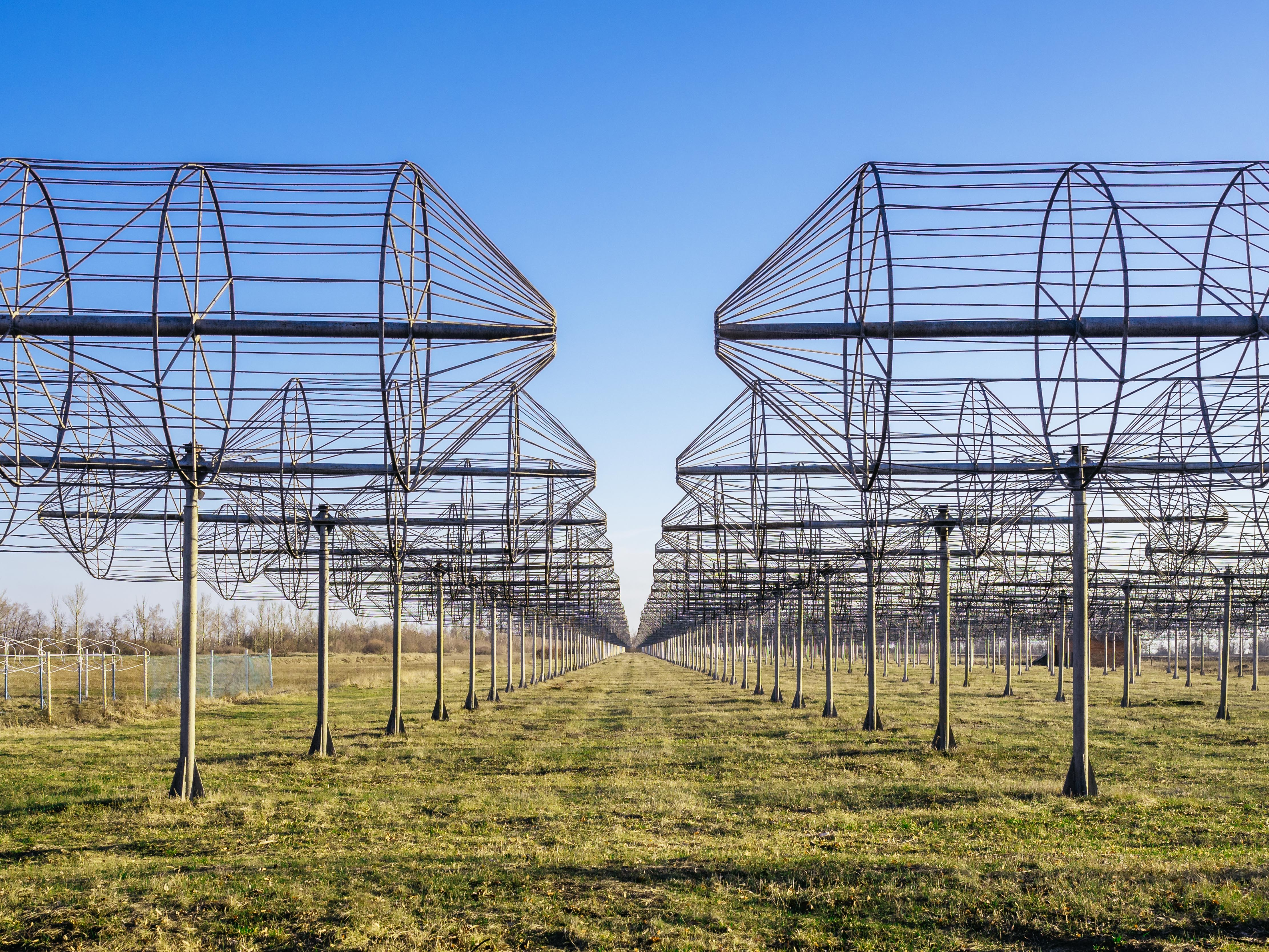
Blick in das Antennenarray mit den einzelnen Dipolantennen

Das UTR-2 (Ukrainian T-shaped radio telescope, second modification) ist das größte Kurzwellenradioteleskop der Welt. 
Die Anlage befindet sich etwa 60 km südöstlich von Charkiw, in der Nähe des Dorfes Wolochiw Jar (49° 38′ 17″ N, 36° 56′ 10″ O). Der Versuchsbetrieb wurde 1970 aufgenommen, seit 1972 laufen reguläre wissenschaftliche Messungen.
Dieses Teleskop wird vom Institut für Radioastronomie der Ukrainischen Akademie der Wissenschaften betrieben.
UTR-2 besteht aus einem Feld mit 2040 Dipolantennen, die in zwei Arme aufgeteilt sind: Nord-Süd-Arm (1800 m × 60 m) und der Ost-West-Arm (900 m × 60 m). Es hat eine Messfläche von 150.000 m². 
Die Einzelantennen sind Dipole, bestehend aus je zwei Drahtzylindern von je 4 m Länge und 1,80 m Durchmesser. Gemessen wird in einem Frequenzbereich von 8 MHz bis 40 MHz, bei der mittleren Frequenz von 16,7 MHz beträgt die Auflösung rund 40'×40'. Die Anlage hat eine Empfindlichkeit von 10 Jy.
Das Teleskop ist auch Bestandteil des ukrainischen VLBI-Systems URAN, das im Dekameterbereich misst und vier weitere kleinere Radioteleskope umfasst. Die Basislängen variieren von 40 km bis 900 km.